# Амерички нинџа
Амерички нинџа (енгл. American Ninja) амерички је филм из 1985. године у којем су главне улоге играли Мајкл Дудиков и Стив Џејмс. Режирао га је Сем Фирстенберг. Продуценти су Менахем Голан и Јорам Глобус.

## Радња
Редова Џо Армстронга (Мајкл Дудиков), је као дете усвојио мајстор за борилачке вештине, Јапанац који је остао на Филипинима после Другог светског рата. Тако је детињство провео у тренирању каратеа. Филм почиње у америчкој бази на Филипинима, где Џо Армстронг обавља војничку дужност. На једној од својих првих мисија, он вози камион у конвоју. Одједном, колону нападају побуњеници који покушавају да украду оружје и киднапују Патришу (Џуди Аронсон), ћерку заповедника базе, која је била у једним колима у колони. Џо спашава Патришу и побеђује све побуњенике, али одједном стижу нинџе и убијају људе из колони. По повратку у базу пуковник Вилијам Хикок (Гуи Кок), Патришин отац и наредник Риналдо (Џон Ламота) критикују Џоа због тога што се није повиновао наређењу. Ово наводи његове надређене да га оптуже за кукавичлук и издају. Чак ни остали војници не желе више контакт са њим, питајући се да ли је једна девојка била вредна, да изгубе своје четири колеге. За то време, вођа армије нинџа „Црних звезда“ (Тадаши Јамашита) позива на освету против војника који је пореметио њихове планове. Бизнисмен Виктор Ортега (Дон Стјуарт) му наређује да елиминише „Америчког нинџу“, Џоа Армстронга.
Док обавља своје свакодневне војничке дужности, Џо Армстронг бива изазван од стране каплара Кертиса Џексона (Стив Џејмс) на тучу. Џо лако побеђује, показујући своје борилачке способности, задивљује Џексона и стиче поштовање код осталих војника. Џо тада прича Џексону своју животну причу, да има амнезију, али да се добро сећа карате потеза и да му они помажу у преживљавању. Патриша и Џо излазе на вечеру у ресторан али је тамо и Риналдо са Ортегом (што значи да они раде заједно). Да би елиминисао Џоа, Риналдо му наређује да превезе неке залихе у напуштено складиште. Ту га чекају нинџе али он излази на крај са њима. Неко му краде камион, и Џо креће за њим на мотору. Возач успева да обори мотор мислећи да је убио и Џоа, али он је успео да се закачи за камион, који стиже у Ортегино скровиште. Ту успева да сазна да се Ортега у ствари бави кријумчарењем оружја и САД- а и да га продаје ономе ко највише понуди. Џо упада у борбу са нинџама и бива ухваћен али касније бежи захваљујући Ортегином баштовану Шињуки (Џон Фуџиока). Након што се поново врати у базу хапсе га, упркос Џексоновом протесту код Риналда. Те ноћи док је Џо у затвору, у базу се ушуња нинџа Црне звезде који убија све чуваре. Џо осети опасност и бежи из затвора и изазива нинџу на борбу. Тада стиже војна полиција и прекида их.
Џо преноси пуковнику Вилијаму информацију о ономе што је видео да се дешава на Ортегином имању. Нинџа црне звезде стиже у кућу и киднапује Патришу. Џо се враћа на Ортегино имање, поново среће Шињукија и сазнаје да је он у ствари био човек који га је одгајао пре експлозије бомбе која их је раздвојила. Тада они почињу напад на Ортегину базу, Шињуки гине у борби. За то време амерички војници стижу на лице места. Ортега покушава да побегне са Патришом у хеликоптеру, али Џо успева да спаси Патришу на време, пре него што Џексон испаљује ракету на летелицу убијајући Ортегу. Филм се завршава како Џо гледа у правцу камере задовољан својом победом.

## Улоге
| Глумац          | Улога             |
| --------------- | ----------------- |
| Мајкл Дудиков   | Џо Армстронг      |
| Стив Џејмс      | Кертис Џексон     |
| Џуди Аронсон    | Патриша Хикок     |
| Гуи Кок         | Вилијам Хикок     |
| Дон Стјуарт     | Виктор Ортега     |
| Џон Ламота      | Риналдо           |
| Тадаши Јамашита | нинџа Црне звезде |
| Џон Фуџиока     | Шињуки            |
| Фил Брок        | Чарли Медисон     |